# Miggiano
Miggiano (Misciànu [miˈʃanu], in dialetto salentino) è un comune italiano di 3 213 abitanti della provincia di Lecce in Puglia.
Situato nell'entroterra del basso Salento, dal 2003 si fregia del titolo di città e nel 2016 entra a far parte dell'associazione Borghi Autentici d'Italia.

## Geografia fisica

### Territorio
Il comune di Miggiano, situato nella parte centrale del Capo di Leuca ai piedi delle serre salentine, presenta una morfologia pianeggiante ed è compreso tra i 101 e i 115 metri sul livello del mare. Il territorio, sia dal punto di vista geologico che morfologico, è composto in superficie da Calcari di Melissano formatisi nel Cretaceo superiore. La natura carsica del terreno favorisce la creazione di lunghi fiumi sotterranei che alimentano le falde acquifere.
Il comune, la cui superficie si estende per 7,64 km², confina a nord con Montesano Salentino, a est con Tricase, a sud con Specchia, a ovest con Ruffano.
- Classificazione sismica: zona 4 (sismicità molto bassa), Ordinanza PCM n. 3274 del 20/03/2003

### Clima
Secondo i dati della stazione meteorologica di Santa Maria di Leuca Miggiano (che rientra nel territorio del basso Salento) presenta un clima mediterraneo, con inverni miti ed estati caldo umide. In base alle medie di riferimento, la temperatura media del mese più freddo, gennaio, si attesta attorno ai +15,3 °C, mentre quella del mese più caldo, agosto, si aggira sui +32,1 °C. Le precipitazioni medie annue, che si aggirano intorno ai 310 mm, presentano un minimo in primavera-estate ed un picco in autunno-inverno.
Facendo riferimento alla ventosità, i comuni del basso Salento risentono debolmente delle correnti occidentali grazie alla protezione determinata dalle serre salentine che creano un sistema a scudo. Al contrario le correnti autunnali e invernali da Sud-Est, favoriscono in parte l'incremento delle precipitazioni, in questo periodo, rispetto al resto della penisola.
| Miggiano                   | Mesi | Mesi | Mesi | Mesi | Mesi | Mesi | Mesi | Mesi | Mesi | Mesi | Mesi | Mesi | Stagioni | Stagioni | Stagioni | Stagioni | Anno |
| Miggiano                   | Gen  | Feb  | Mar  | Apr  | Mag  | Giu  | Lug  | Ago  | Set  | Ott  | Nov  | Dic  | Inv      | Pri      | Est      | Aut      | Anno |
| -------------------------- | ---- | ---- | ---- | ---- | ---- | ---- | ---- | ---- | ---- | ---- | ---- | ---- | -------- | -------- | -------- | -------- | ---- |
| T. max. media (°C)         | 18,7 | 18,9 | 21,2 | 24,0 | 26,2 | 29,6 | 32,8 | 34,6 | 31,7 | 25,9 | 22,2 | 19,0 | 18,9     | 23,8     | 32,3     | 26,6     | 25,4 |
| T. min. media (°C)         | 13,0 | 14,1 | 18,4 | 20,9 | 24,0 | 26,3 | 28,9 | 29,6 | 29,0 | 24,0 | 19,8 | 13,5 | 13,5     | 21,1     | 28,3     | 24,3     | 21,8 |
| Precipitazioni (mm)        | 71   | 43   | 19   | 5    | 0    | 0    | 0    | 0    | 3    | 19   | 70   | 80   | 194      | 24       | 0        | 92       | 310  |
| Umidità relativa media (%) | 79,0 | 78,9 | 78,6 | 77,8 | 75,7 | 71,1 | 68,4 | 70,2 | 75,4 | 79,3 | 80,8 | 80,4 | 79,4     | 77,4     | 69,9     | 78,5     | 76,3 |

- Classificazione climatica di Miggiano:[8]
  - Zona climatica: C
  - Gradi giorno: 1316

## Origini del nome
Una vecchia leggenda, diffusa quanto inverosimile, fa risalire il nome "Miggiano" al latino MISCELLĀNĚUS ('mischiato, vario, misto'), che farebbe riferimento alla mescolanza di genti che connotavano la popolazione locale quando nacque il primo nucleo abitativo. In realtà, tale ipotesi etimologica, che come tutte le paretimologie si regge esclusivamente su fragili motivazioni semantiche, attribuite "a posteriori", va decisamente respinta poiché, per ragioni di fonetica storica, non può essere alla base né del nome dialettale (Miscianu, pronunciato [mi'ʃanu]), né di quello italiano del paese. In altre parole, tutt'altro esito avrebbe avuto la voce MISCELLĀNĚUS sia in italiano, sia nel dialetto locale.
Più credibile dal punto di vista storico-fonetico appare il latino MĚDĬĀNUS, aggettivo recante il significato di 'mediano, centrale, posto in mezzo': anche in questo caso, però, si dovranno allontanare alcune facili fascinazioni semantiche che legano il nome alla posizione geografica del paese. Secondo tali teorie, Miggiano sarebbe un luogo "che sta nel mezzo": ma "in mezzo" a che cosa? Luigi Carbone, un erudito locale che si occupa della storia e delle tradizioni miggianesi, ha ipotizzato che i due punti di riferimento rispetto ai quali il paese sarebbe "in mezzo" possano essere le cosiddette "Serre" ('alture') di Specchia a ovest e di Andrano a est. La sua ipotesi, però, per quanto affascinante appare poco credibile. 
Molto più probabile, invece, un'origine di carattere "prediale", che lega il nome del paese al latino MĚDĬUS, attestato come (sopran)nome di persona già in epoca tardo-antica (cfr., a tal proposito, la voce Miggiano, nel Dizionario toponomastico del Salento di Gerhard Rohlfs [Ravenna, Longo, 1986]). Secondo questa ipotesi, il nome deriverebbe da MĚDĬUS con -ANUS, suffisso latino che rimanda al gentilizio dei proprietari: "Miggiano" sarebbe quindi l'ager appartenente a un certo signore soprannominato (forse non senza ironia) MĚDĬUS ('mezzo'). MEDIANUS (o meglio MEDIANUM, all'accusativo) soddisfa in pieno dal punto di vista della fonetica storica il nome dialettale Miscianu (col tipico vocalismo salentino, e col nesso -dj- che passa a [ʃ]), che va considerato a sua volta alla base del nome italiano Miggiano. D'altra parte, tutti i nomi attestati nel corso dei secoli per indicare il paese ("Mesiano", "Misiano", "Misciano", "Miggiano dei Paduli" nel 1600 ed infine "Miggiano") non sono che tentativi di "italianizzazione" del nome Miscianu ancor oggi presente nel dialetto locale.

## Storia
I primi insediamenti umani in Puglia e più in particolare nell'area salentina risalgono al periodo preistorico. Le testimonianze che ci sono arrivate sono i dolmen, i menhir e le specchie, dell'età del bronzo, usate nei secoli successivi nei riti cristiani.
Le origini di Miggiano, in particolare, sono legate al periodo messapico ed alla successiva epoca romana. I primi documenti che citano il villaggio di Miggiano sono del 1182 ed il primo nucleo abitativo è riconducibile all'Alto Medioevo, quando si rifugiarono nella zona le popolazioni provenienti dalla costa in fuga dalle invasioni barbariche e saracene.
Nel 1190, in epoca normanna, il feudo di Miggiano fu donato dal conte di Lecce Tancredi d'Altavilla a Filiberto Monteroni. Seguì un alternarsi di diverse famiglie nobiliari: gli Acquaviva, i Gallone e i Vernaleone. Pesantemente saccheggiato e distrutto nel 1480 dai Turchi e quattro anni più tardi dai Veneziani, il casale subì una drastica diminuzione della popolazione. Nel 1486 fu assoggettato alla Chiesa di Castro il quale ne detenne il controllo fino al 1818 anno in cui fu soppressa la diocesi di Castro. Passò quindi al vescovo di Otranto finché nel 1866 venne incamerato al Regio Demanio.
Nonostante l'appartenenza alla diocesi di Castro, prima, e a quella di Otranto, dopo, la giurisdizione ecclesiastica appartenne sempre alla diocesi di Ugento. 

### Simboli
Lo stemma e il gonfalone sono stati riconosciuti con decreto del Capo del Governo del 9 febbraio 1935.
Stemma
(D.C.G. 9 febbraio 1935)
Gonfalone

## Monumenti e luoghi d'interesse

### Architetture religiose

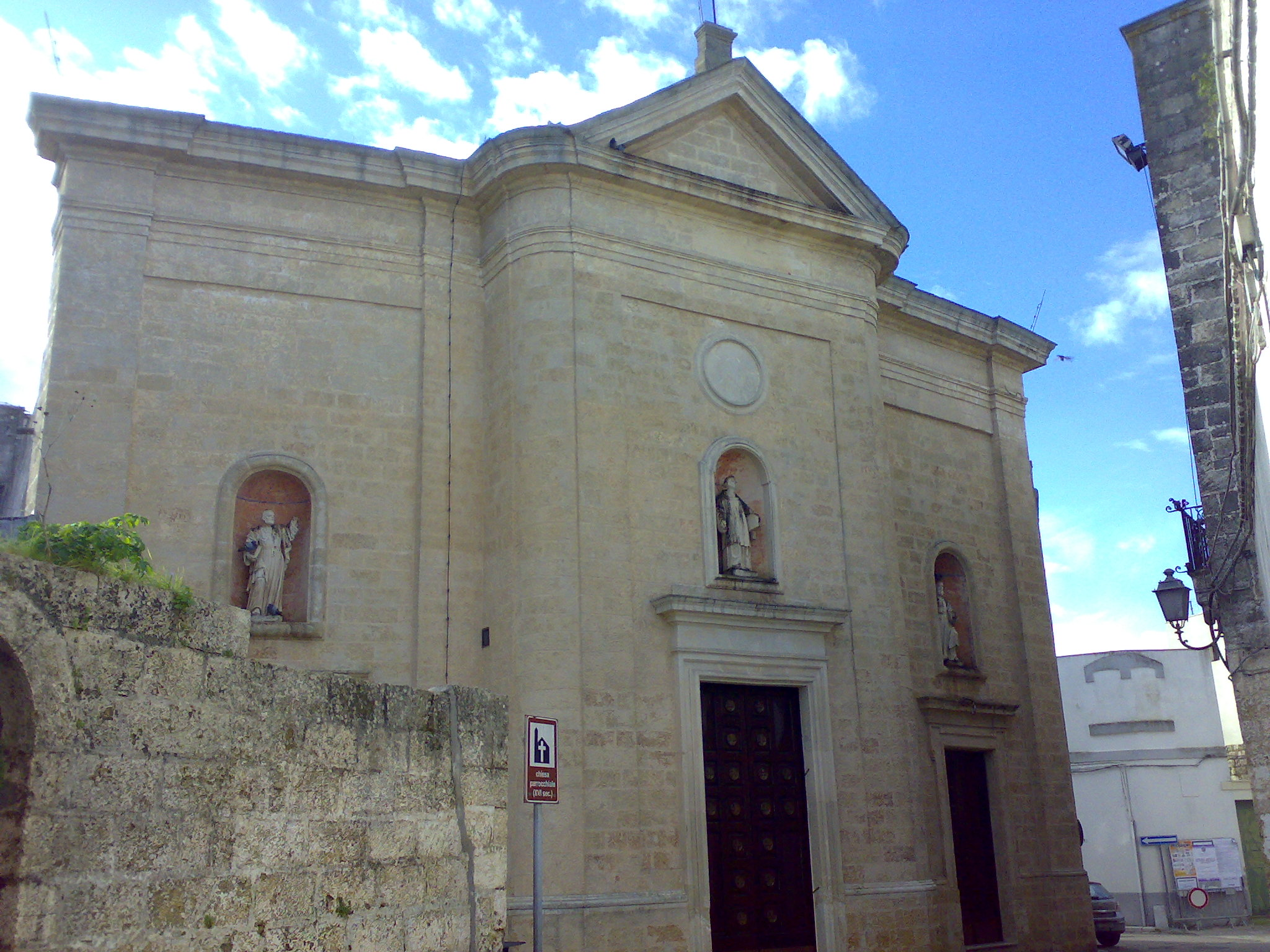
Chiesa madre

- Chiesa madre di San Vincenzo Martire, dedicata al protettore del paese e della diocesi di Ugento-Santa Maria di Leuca, fu edificata nel XVI secolo, ed ha subito molte modifiche e ampliamenti nel corso dei secoli, i lavori effettuati nel XIX secolo comportarono al totale rifacimento del prospetto che si presenta con linee architettoniche estremamente essenziali. Composto da tre corpi, di cui i due laterali sono leggermente rientranti, è caratterizzato da tre porte d'accesso sormontate da una nicchia con statue di epoca barocca, provenienti quasi sicuramente dall'originaria facciata.
L'interno è costituito da tre navate con transetto, nelle quali si aprono profonde cappelle laterali con relativi altari tardo-barocchi. L'area presbiteriale ospita un pregevole coro e un altare maggiore impreziosito da una tela raffigurante san Vincenzo martire, dipinta nei primi anni del XVII secolo dal neretino Donato Antonio D'Orlando.

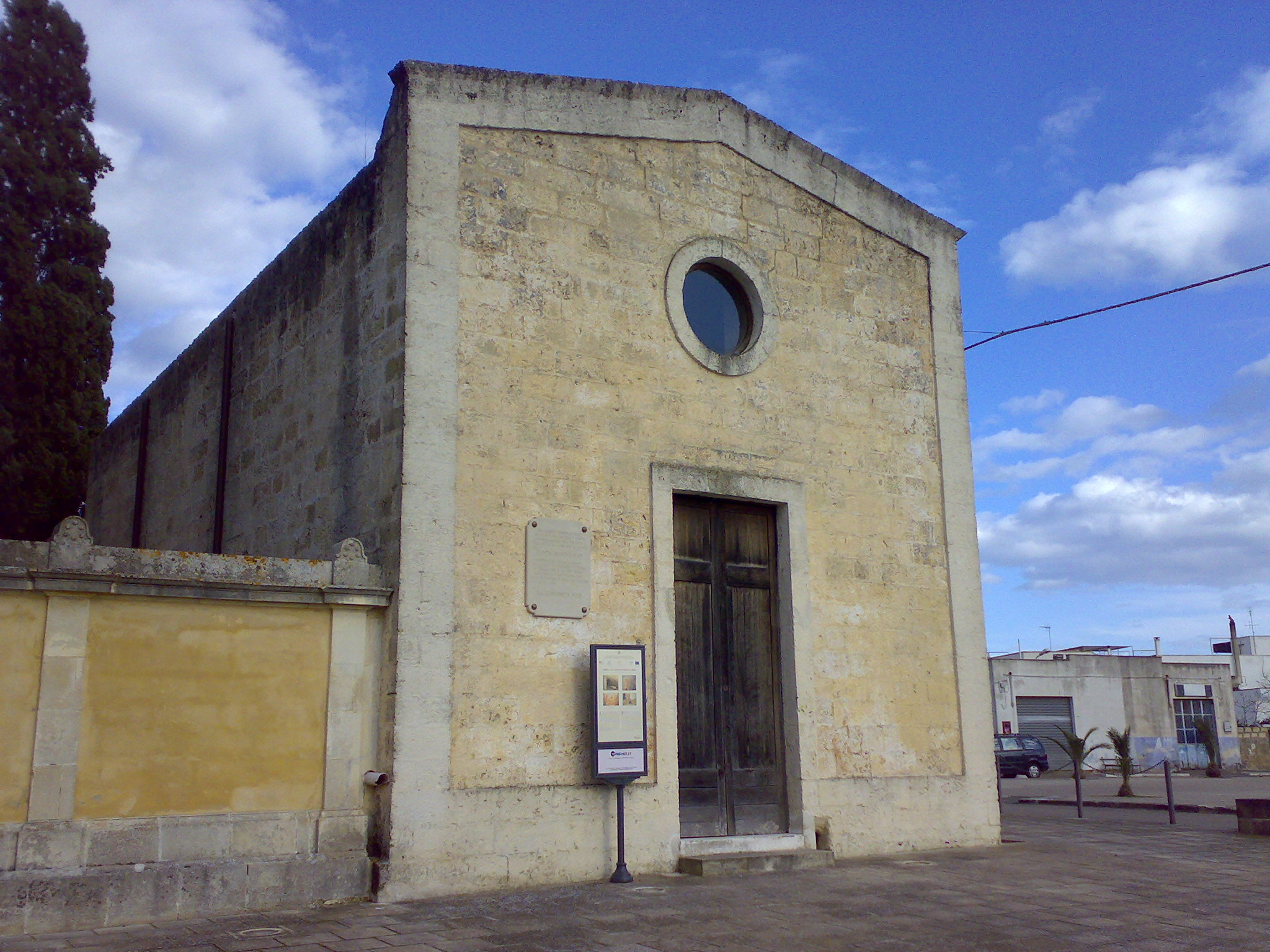
Cappella di Santa Marina

- Cripta di Santa Marina, situata sotto l'omonima cappella nei pressi del cimitero comunale. Si tratta di una cripta basiliana databile ai secoli X-XI ed è costituita da tre ambienti: una vano d'ingresso, un ambiente centrale di forma trapezoidale e l'abside. Ogni ambiente presenta i caratteristici gradini con funzione di sedili e nella zona dell'abside rimangono i resti di un altare e di una colonna. Di particolare importanza sono gli affreschi di stile bizantino raffiguranti San Nicola, Santa Caterina d'Alessandria, l'Arcangelo Gabriele, Santa Marina e un Santo Anonimo, eseguiti in un arco di tempo compreso fra l'XI e il XIV secolo. Particolare rilevanza è data dalla rappresentazione della Dormitio Virginis, con il corpo della Vergine disteso, attorniato dagli Apostoli. In alto, la figura di Cristo che regge l'anima della Madre, resa simbolicamente con una piccola figura avvolta in fasce bianche. Intorno, due vescovi e una figura nimbata assistono alla scena.
- Chiesa del Carmine - XVII secolo

### Architetture civili
- Palazzo Vernaleone, costituisce una delle più importanti dimore storiche del paese. Edificato tra il XVII secolo e il XVIII secolo, non conserva molto della struttura originaria a causa dei numerosi rimaneggiamenti susseguitisi nei secoli fino alla prima metà del Novecento. Il palazzo, posto un tempo lungo una delle vie d'accesso all'abitato, era l'abitazione del fattore incaricato di gestire i proventi delle proprietà terriere ecclesiastiche. La collocazione strategica consentiva di sorvegliare i contadini, di ritorno dai campi, e di registrare e immagazzinare il raccolto. Nel XVIII secolo divenne dimora della famiglia Vernaleone, nella veste di amministratori di giustizia della zona.
- Palazzo Episcopo, si colloca ai limiti di un grande bosco che un tempo confinava con l'abitato. La prima edificazione della struttura sembra risalire all'arrivo degli Agostiniani nel paese, a cavallo tra XVI e XVII secolo, che la elessero a propria dimora. Qui, i religiosi pare lavorassero la canapa e il lino, in grandi vasche di pietra, per la produzione di carta. Con il passaggio di proprietà alla famiglia Episcopo di Poggiardo, il palazzo assunse l'aspetto attuale. La facciata si articola su due piani, con un elegante portale sormontato da una protome leonina, e con un grande balcone poggiante su mensole lavorate con motivi fitoformi (legati cioè al mondo vegetale). Alcuni festoni, intagliati nella pietra leccese, adornano le finestre del piano nobile. Al centro è possibile scorgere lo stemma della famiglia. Tutto intorno allo stabile si estende un lussureggiante giardino con sentieri e pergolati.

### Altro
- Case a corte
- Frantoi ipogei

## Società

### Evoluzione demografica
Abitanti censiti

### Etnie e minoranze straniere
Al 31 dicembre 2017 a Miggiano risultano residenti 67 cittadini stranieri (38 maschi e 29 femmine). La nazionalità più rappresentata è quella rumena, con 21 residenti (10 maschi e 11 femmine).

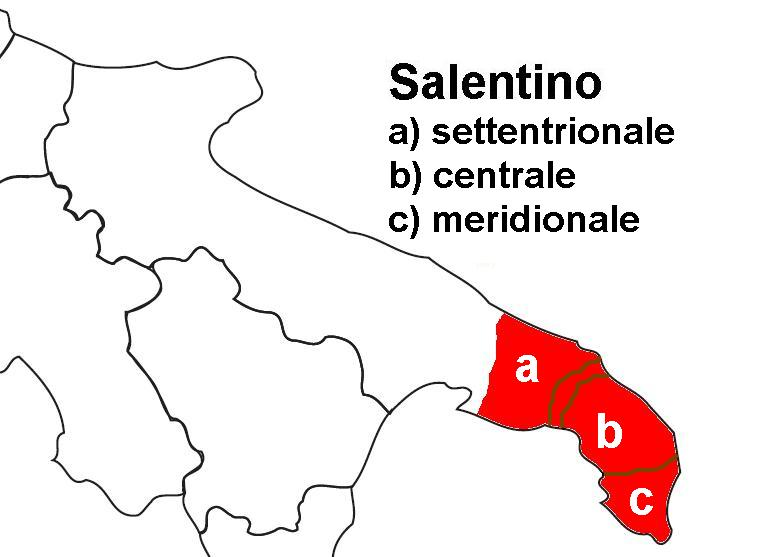
Diffusione del dialetto salentino

### Lingue e dialetti
Accanto alla lingua italiana, a Miggiano si parla anche il dialetto salentino nella sua variante meridionale. Il dialetto salentino, appartenente alla famiglia delle lingue romanze e classificato nel gruppo meridionale estremo, si presenta carico di influenze riconducibili alle dominazioni e ai popoli stabilitisi in questi territori nei secoli: messapi, greci, romani, bizantini, longobardi, normanni, albanesi, francesi, spagnoli.

## Cultura

### Eventi
- Festa Patronale di San Vincenzo - 22 gennaio
- Festa di Santa Marina - 17 luglio
- Festa del Maiale - terza domenica di ottobre
- Expo 2000 Fiera dell'Artigianato, Industria e Agricoltura del Sud Salento - 3º fine settimana di Ottobre[senza fonte]

## Economia
Nell'economia pugliese Miggiano occupa una parte importante nel settori primari di agricoltura ed allevamento. Dal XXI secolo si è particolarmente investito nelle attività terziarie e nell'industria del mobile e del legno, con la creazione di un distretto che interessa tutto il sud Salento.

## Infrastrutture e trasporti

### Strade
I collegamenti stradali che interessano il comune sono:
- Strada statale 16 Adriatica;
- Strada statale 275 di Santa Maria di Leuca, (Maglie-Santa Maria di Leuca);
- Strada Provinciale 374, Miggiano-Taurisano, ex SS474;
- Strada Provinciale 77 e Strada Provinciale 181, Miggiano-Specchia;
- Strada Provinciale 180, Miggiano-Lucugnano;
- Strada Provinciale 252, Miggiano-Ruffano,
- Strada provinciale 302, Miggiano-Montesano Salentino.

### Ferrovie
Il comune è servito dalla stazione ferroviaria Miggiano-Specchia-Montesano, posta sulla linea ferroviaria Zollino-Gagliano del Capo gestita da Ferrovie del Sud Est.

## Amministrazione
Di seguito è presentata una tabella relativa alle amministrazioni che si sono succedute in questo comune.
| Periodo        | Periodo        | Primo cittadino       | Partito                         | Carica  | Note   |
| -------------- | -------------- | --------------------- | ------------------------------- | ------- | ------ |
| 5 giugno 1985  | 29 maggio 1990 | Antonio Del Vino      | lista civica                    | Sindaco | [ 14 ] |
| 29 maggio 1990 | 24 aprile 1995 | Salvatore Carbone     | Partito Socialista Italiano     | Sindaco | [ 14 ] |
| 24 aprile 1995 | 14 giugno 1999 | Giuseppe Valente      | centro-sinistra                 | Sindaco | [ 14 ] |
| 15 giugno 1999 | 14 giugno 2004 | Antonio Del Vino      | centro                          | Sindaco | [ 14 ] |
| 15 giugno 2004 | 8 giugno 2009  | Antonio Del Vino      | centro-destra                   | Sindaco | [ 14 ] |
| 8 giugno 2009  | 26 maggio 2014 | Giovanni Damiano      | lista civica                    | Sindaco | [ 14 ] |
| 26 maggio 2014 | 25 maggio 2019 | Giovanni Damiano      | lista civica Uniti per Miggiano | Sindaco | [ 14 ] |
| 26 maggio 2019 | in carica      | Michele Pompeo Sperti | lista civica Uniti per Miggiano | Sindaco | [ 14 ] |

## Sport
Attualmente la prima squadra non è presente ma la società A.S.D. Ludo Miggiano ha militato molti anni in prima e seconda categoria fino al 2013. Settore giovanile da sempre tra i migliori del Salento ma in questi anni sta trovando un po' di difficoltà sebbene la partecipazione ai campionati regionali di giovanissimi e allievi.